# Tunneldiode

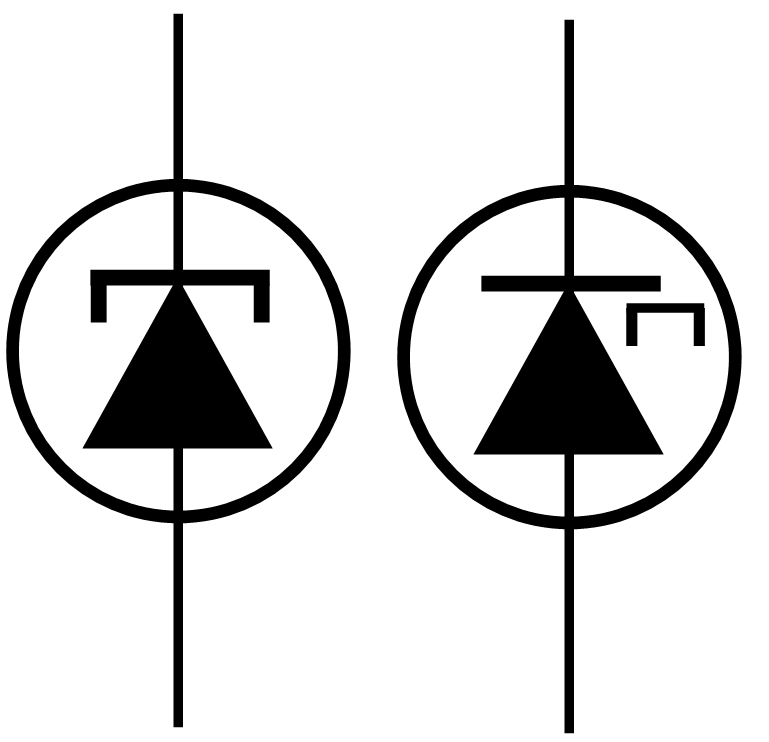
Symbolen tunneldiode

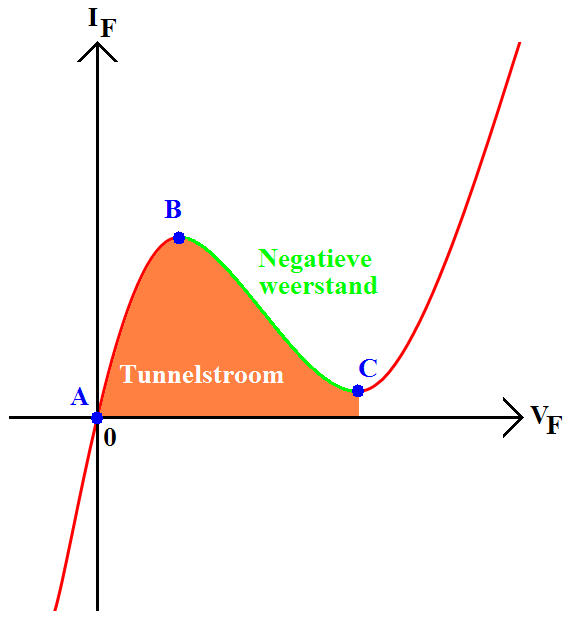
Karakteristiek van de tunneldiode

De tunneldiode of Esaki-diode is een diode met een speciale karakteristiek die bekendstaat als negatieve weerstand. De diode ontleent zijn naam aan Leo Esaki, en wordt onder andere gebruikt in oscillatoren, LC-kringen en hoogfrequente toepassingen met microgolven.

## Opbouw
Tunneldiodes zijn halfgeleiders die worden vervaardigd uit Galliumarsenide (GaAs). Bij tunneldiodes worden het p- en n-gebied zwaarder verzadigd dan bij klassieke gelijkrichters. Dit leidt tot een zeer klein verarmingsgebied. Hierdoor treedt er geen doorslageffect (breakdown) op, wat bij de klassieke gelijkrichters wel gebeurt.

## Negatieve weerstand
Omdat het verarmingsgebied zo klein is, is het voor de elektronen mogelijk om bij een zeer lage biasstroom in de doorlaatrichting door de pn-junctie te glippen. Er is dus sprake van een tunneleffect. De diode gedraagt zich dan als een geleider. Dit wordt weergegeven in de figuur tussen de punten A en B. In punt B begint de spanning in de doorlaatrichting een barrière te vormen. Dit zal, voor een stijging in doorlaatspanning, resulteren in een daling van de stroom. In het gebied tussen B en C geldt dan volgende relatie:
{\displaystyle R_{F}={\frac {\Delta V_{F}}{\Delta I_{F}}}}
Deze relatie is het tegenovergestelde van de Wet van Ohm, waar een spanningsstijging zorgt voor een stijging van de stroom. Dit is de reden waarom we spreken van negatieve weerstand. Vanaf het punt C in de afbeelding, gedraagt de diode zich als een normale diode met bias in de doorlaatrichting.

## Toepassingen
Tunneldiodes zijn geschikt om zeer snel te werken. Daarom kunnen ze onder andere worden gebruikt bij toepassingen met microgolven. Een andere toepassing vinden we terug bij oscillatoren en trillingskringen. Neem bijvoorbeeld een parallelle resonantiekring die bestaat uit een condensator, spoel en weerstand in parallel.
Wanneer er een plotse spanning wordt aangelegd (bijvoorbeeld door het sluiten van een schakelaar), krijgen we een sinusoïdale uitgang die langzaam uitsterft. Dit komt door de weerstand die ontstaat in de LC-kring (tank). Wanneer er stroom door de LC-kring vloeit, zorgt die weerstand er immers voor dat er energie wordt gedissipeerd, waardoor de sinsusgolf zal uitsterven. Als we echter een tunneldiode in serie plaatsen met het LC-circuit en hieraan een bias leggen zodat de tunneldiode werkzaam wordt in of rond het centrum van het gebied met negatieve weerstand, dan verschijnt er aan de uitgang een constante sinusgolf die niet uitsterft. De verklaring ligt in het feit dat de weerstand van het LC-circuit wordt opgeheven door de negatieve weerstand van de tunneldiode.